# Ribeira do Mistério (São Roque do Pico)
A Ribeira do Mistério é um curso de água português localizado na freguesia da Prainha, concelho de São Roque do Pico, ilha do Pico, arquipélago dos Açores.
A Ribeira do Mistério tem origem a uma cota de altitude de cerca de 850 metros numa zona de forte densidade florestal, nas imediações do Chão Verde e do Cabeço da Lavandeira. A sua bacia hidrográfica procede à drenagem da área florestal onde se insere e particularmente e da elevação do Chão Verde.
O seu curso de água que desagua no Oceano Atlântico, fá-lo na costa entre o local dos Cedros e o local de Gonçalves.